# Ferdinand de Marnix de Sainte-Aldegonde
Graaf Ferdinand Joseph Marie Ghislain de Marnix de Sainte-Aldegonde (Luik, 12 april 1837 - Brussel, 20 april 1913) was een Belgisch diplomaat en politicus voor de  Katholieke Partij.

## Biografie

### Familie
Graaf Ferdinand de Marnix de Sainte-Aldegonde was de enige zoon van graaf Victor de Marnix (1814-1891) en Herminie Desoer (1817-1844). Hij was een kleinzoon van graaf Charles Ghislain de Marnix en Ferdinand Desoer.
Hij trouwde in 1867 in Brussel met zijn nicht Adrienne de Marnix (1850-1931), dochter van zijn oom Charles de Marnix, diplomaat, burgemeester van Bornem, bestendig afgevaardigde van Antwerpen en senator. Ze kregen drie zoons en twee dochters, van wie een zoon die de afstamming verzekerde. Hun zoon Jean (John) (1870-1937) werd landbouwingenieur en trouwde met een dochter van graaf Adrien d'Oultremont.
In 1884 verkreeg hij vergunning, voor hem en zijn nazaten, de Sainte-Aldegonde aan zijn familienaam toe te voegen.
Hij was een schoonbroer van markies Albert de Beauffort, burgemeester van Onoz, senator en gouverneur van Namen.

### Loopbaan
De Marnix de Sainte-Aldegonde doorliep een carrière in de diplomatie. Hij was achtereenvolgens gezantschapsattaché (1856), ambtenaar bij de centrale administratie (1858) en vervolgens gezantschapssecretaris in Frankfurt (1858-1860) en Parijs (1860-1873).
In Bornem werd hij gemeenteraadslid in 1879. Hij was er burgemeester van 1884 tot 1894 en van 1896 tot 1904. In 1888 werd hij verkozen tot senator voor het arrondissement Brussel, eerst als onafhankelijke en vanaf 1894 voor de Katholieke Partij. Hij zetelde van 1888 tot 1892, van 1894 tot 1900 en van 1900 tot aan zijn overlijden.